# Utrechtska zveza
Utrechtska zveza je zveza Starokatoliških Cerkva, ki so se odcepile od Rimskokatoliške Cerkve zaradi vprašanja papeške nezmotljivosti in novosprejetih rimskokatoliških dogem. Cerkve Utrechtske zveze so v polnem občestvu s Cerkvami Anglikanske zveze (Bonnski sporazum iz leta 1931) in s Filipinsko neodvisno Cerkvijo.
Starokatoliške Cerkve, ki so vključene v Utrechtsko zvezo, imajo nekoliko bolj liberalna stališča do nekaterih verskih in organizacijskih vprašanj kot Rimskokatoliška cerkev. Večina Cerkva iz Utrechtske zveze dovoljuje žensko duhovništvo, poročanje duhovnikov in ima naprednejši odnos do kontracepcije. 
Leta 2004 sta poljska in slovaška starokatoliška Cerkev izstopili iz Utrechtske zveze zaradi razhajanja pogledov glede duhovniškega posvečenja žensk in zaradi blagoslavljanja istospolnih partnerskih zvez.
Utrechtska zveza se zelo zavzema za ekumenski dialog z drugimi Cerkvami, zlasti z Rimskokatoliško Cerkvijo in s protestantskimi Cerkvami.